# Бриджмен, Лора
Ло́ра Дью́и Линн Бри́джмен (англ. Laura Dewey Lynn Bridgman; 21 декабря 1829, Хановер, Нью-Гэмпшир, США — 24 мая 1889, Бостон, там же) —  американская поэтесса, первый известный слепоглухой человек, сумевший получить образование и социализироваться в обществе.

## Биография

### Детство
Лора Бриджмен родилась в семье фермеров Дэниела Бриджмена (1800—1868) и Гармони Даунер Бриджмен (1804—1891). Лора была третьей из восьми детей в семье. Она росла очень слабым ребёнком, в частности, была подвержена постоянным судорогам.
В 1832 году началась эпидемия скарлатины, в результате которой погибли две старшие сестры Лоры — Мэри и Коллина. Сама же девочка после перенесённого заболевания стала слепоглухой и частично потеряла чувство вкуса и обоняние.
Мать Лоры всячески поощряла стремление ребёнка ощупывать и изучать окружающие предметы, следить за движениями рук других людей.

### Образование
В 1837 году о Лоре Бриджмен услышал доктор Масси, глава медицинского департамента. Он написал о Бриджмен заметку, в свою очередь заинтересовавшую тифлопедагога Самуэла Гридли Хауи, директора Школы Перкинса для слепых. Самуэл решил принять девочку в своё учебное заведение. Родители Лоры согласились, и в 1837 году она поступила в школу. Обучение Бриджмен стало первым описанным в научной литературе опытом по вырабатыванию навыков личностного и социального развития и адаптации к общественной жизни лиц, страдающих слепоглухотой.
Процесс её обучения был описан Чарльзом Диккенсом в книге «Американские записки». Бриджмен научилась писать и читать, стала пользоваться тактильным общением при контакте с другими людьми. В 1857 году она начала писать стихотворения. Из них широкую известность получило произведение Holy Home. Высокой степени интеллектуального развития Лора не достигла, но она научилась искусно шить и вязать.
Лора Бриджмен умерла 24 мая 1889 года в Бостоне. Она похоронена на кладбище в Нью-Гэмпшире[≡].

## Память
- В честь Лоры Бриджмен назван транспортный американский корабль класса «Либерти»[10].